# Golfe de Sakhaline
 (septembre 2014).
Si vous disposez d'ouvrages ou d'articles de référence ou si vous connaissez des sites web de qualité traitant du thème abordé ici, merci de compléter l'article en donnant les références utiles à sa vérifiabilité et en les liant à la section « Notes et références ».
Le golfe de Sakhaline (en russe : Сахалинский залив, Sakhalinski zaliv) est un golfe de la mer d'Okhotsk situé entre la Russie continentale (au nord de l'estuaire de l'Amour, en Sibérie de l'Est ou Extrême-Orient russe) et l'extrémité septentrionale de l'île de Sakhaline (péninsule Schmidt). Sa largeur maximale est de 160 km.
Le fond du golfe n'est pas fermé mais est connecté à la mer du Japon par le détroit de Nevelskoï.
Il est recouvert par les glaces de novembre jusqu'à juin.